# Canadair CF-5
Le Canadair CF-5, officiellement désigné Canadair CF-116 Freedom Fighter, est la version produite sous licence pour les forces armées canadiennes du chasseur américain F-5 Freedom Fighter, initialement produit par Northrop. Il portait la désignation de CF-5 pour les forces canadiennes et de NF-105 pour l'Armée de l'air royale néerlandaise.
Le CF-5 fut modernisé périodiquement au cours de sa carrière opérationnelle au Canada. Il fut retiré du service dans ce pays en 1995, mais des CF-5 sont toujours actuellement en service dans d'autres pays.
La production de CF-5 par Canadair pour les forces canadiennes fut de 89 monoplaces et 46 biplaces, auxquels vinrent s'ajouter 75 monoplaces et 30 biplaces pour la force aérienne royale néerlandaise, soit une production totale de 240 appareils. Quelques appareils des surplus canadiens furent vendus au Venezuela,.

## Conception et développement
Le CF-5 fut commandé par la Royal Canadian Air Force (RCAF), qui devint partie intégrante des Canadian Armed Forces le 1er février 1968. La nouvelle armée unifiée accusa livraison de son premier CF-5 à la fin de l'année 1968. L'avion était presque exclusivement désigné CF-5, excepté dans la documentation officielle.
Initialement conçu par la Northrop Corporation comme un chasseur à réaction à faible coût et maintenance minime, le F-5 était prévu pour équiper les forces aériennes disposant de ressources et d'expérience technique limitées ne leur permettant pas de gérer au quotidien un avion sophistiqué. Pour le Canada, qui disposait d'une industrie aéronautique très développée, la sélection du F-5 fut perçue comme un pas en arrière. Choisis initialement pour remplir un rôle de soutien tactique basé au Canada, les escadrons de CF-5 furent également engagés sur le flanc nord de l'OTAN pour agir comme force à déploiement rapide. Toutefois, le rôle du CF-5 au cours de son service avec la RCAF fut fréquemment modifié, puis finalement le petit chasseur se retrouva affecté à des rôles d'avion d'attaque léger, de reconnaissance et entraînement.
Comparé au F-5 de Northrop, le CF-5 canadien avait quelques modifications pour le rendre plus adapté à l'emploi sur les théâtres d'opérations canadiens. Afin de répondre aux plaintes des pilotes au sujet des courses de décollage importantes, la version construite par Canadair fut dotée d'une roulette avant de train d'atterrissage à deux positions. Lorsque son vérin était comprimé, elle était dans la même position que sa version originale, mais lorsque le vérin était gonflé (avant le décollage), la jambe de train était étirée et le nez de l'avion était relevé de quelques degrés, ce qui augmentait l'angle d'incidence des ailes et améliorait leur portance. Ce système réduisait la distance de décollage de près de 20 %. Une perche de ravitaillement en vol fut installée et des turboréacteurs General Electric J85-15 de 19 kN de poussée avec postcombustion, construits sous licence par Orenda Engines (en), furent utilisés. L'avion reçut également un système de navigation plus sophistiqué. Le nez de l'avion était également interchangeable avec une installation de reconnaissance spécialement conçue, contenant quatre caméras KS-92 disposant chacune d'environ trente mètres de pellicule. Au cours de son service, le CF-5 reçut de nombreuses améliorations de son avionique et de ces capacités.
Une commande de 105 appareils pour la force aérienne royale néerlandaise fut signée au début de l'année 1967 pour un coût de 601 millions de florins néerlandais, soit 810 millions de francs français : 75 monoplaces pour remplacer le F-84 Thunderjet et 30 biplaces pour remplacer l'avion d'entraînement T-33 Silver Star. Quelques monoplaces devaient également être utilisés comme avions de reconnaissance photographique pour remplacer les F-104G Starfighter. Une production fut prévue en Europe pour les forces néerlandaise et belge, mais la Belgique ne passa aucune commande et le gouvernement néerlandais passa un accord de partage de production avec le Canada. Conséquence de cet accord entre les gouvernements des deux pays, tous les appareils à l'exception des 31 premiers exemplaires furent produits par Fokker aux Pays-Bas.
Le premier CF-5 fut présenté officiellement, lors d'une cérémonie à l'usine Canadair de Cartierville à Montréal, le 6 février 1968. Le premier NF-5, version pour la force aérienne néerlandaise, fut présenté à Montréal le 5 mars 1969.

## Histoire opérationnelle

### Au Canada

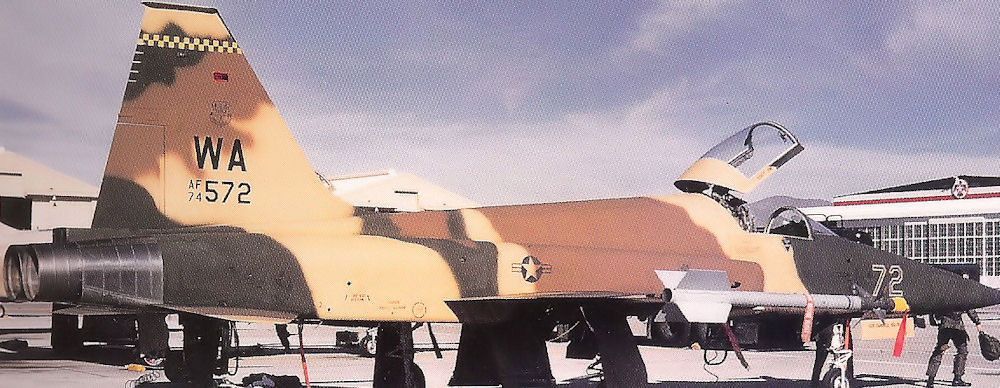
Un F-5E des Aggressors, aux États-Unis.

Initialement, les escadrons 433 (en) et 434 (en) furent les deux seuls à utiliser le CF-5. Il était prévu que trois escadrons emploient l'appareil, mais en raison de restrictions budgétaires, les avions excédentaires furent mis en stockage sur les bases militaires de North Bay et Trenton, certains de ces avions étant ensuite vendus à d'autres pays. L'escadron 434 reçut pour mission d'assurer l'entraînement à la chasse tactique pour le CF-104 Starfighter, mais fut ensuite réorienté vers la mission de réaction rapide, devant être prêt à se déployer en Europe dans un délai très court en cas de déclenchement des hostilités. L'escadron déménagea vers la base de Bagotville avec l'escadron 433, pour une courte période, puis sur la base de Chatham (en).
La mission d'entraînement fut adoptée par l'escadron d'entraînement tactique 419 (en) sur la base de Cold Lake. Cet escadron assura la continuité de l'entraînement au pilotage d'avions à réaction, au combat aérien asymétrique (grâce à des appareils peints aux couleurs quasiment soviétiques, similaires aux F-5E des unités Aggressors de l’US Air Force), et servit d'escadron principal d'entraînement pour le CF-18 Hornet jusqu'au retrait du service du CF-5 en 1995. Toutes les cellules restantes de l'avion furent mises en stockage à Mountain View (en).

### Aux Pays-Bas

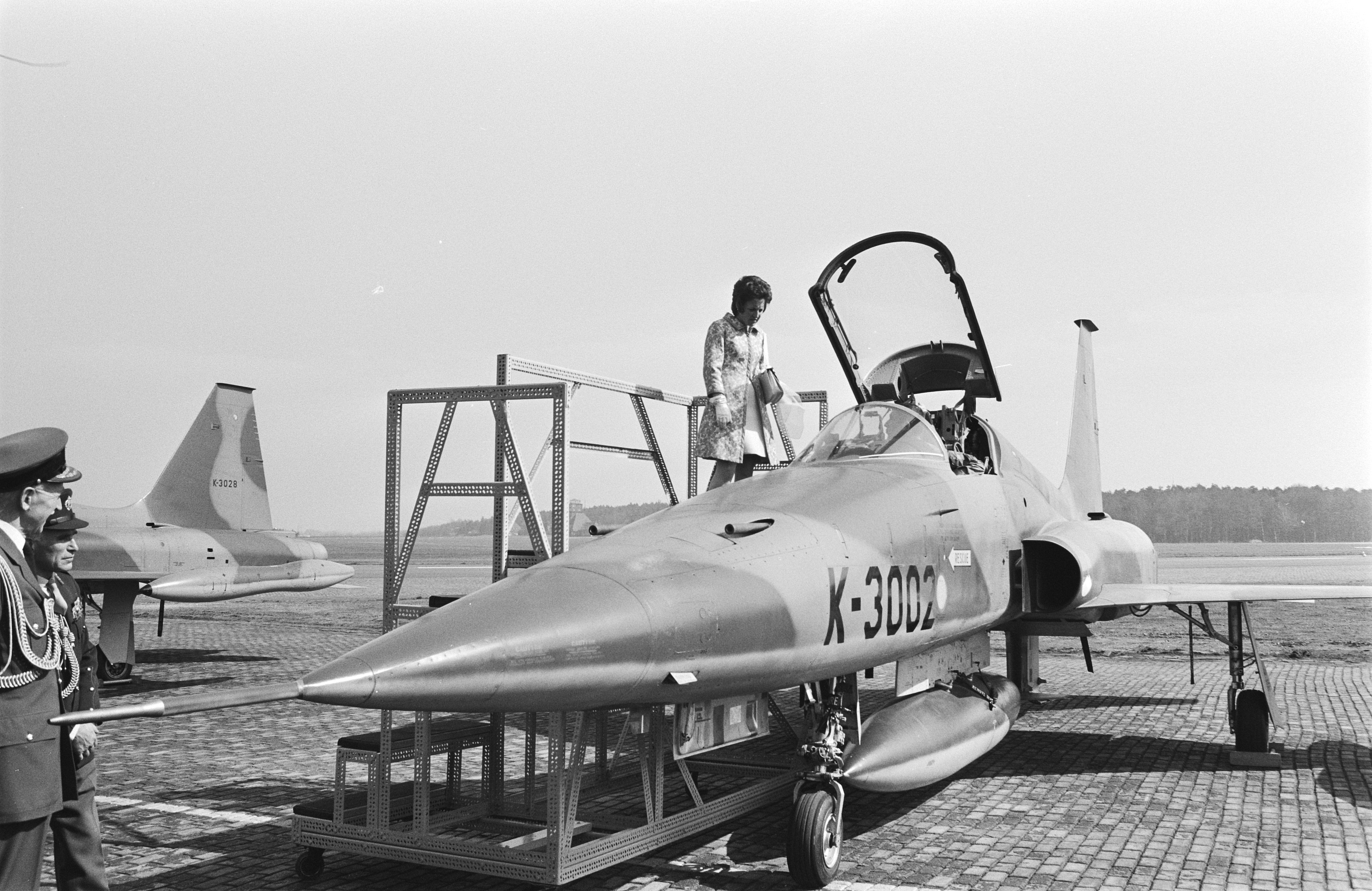
Le Gouverneur général du Canada Roland Michener dans le cockpit d'un NF-5 le 15 avril 1971 lors d'une visite au Pays-Bas.

L'armée de l'air royale néerlandaise prit livraison de son premier avion (un NF-5B biplace) en octobre 1969, et le premier escadron formé fut le 313, à Twente. Le rôle initial du 313 était celui d'unité de conversion, afin d'entraîner les pilotes sur le nouvel avion. Le NF-5 servit avec quatre escadrons opérationnels, les 313 et 315 à Twente, le 316 à Gilze-Rijen, et le 314 à Eindoven. Le dernier NF-5 fut livré en mars 1972.
À partir de 1986, les escadrons commencèrent à se convertir au F-16 fabriqué sous licence, et le dernier NF-5 fut retiré du service en mars 1991. Les plupart des avions des surplus militaires furent vendus à la Turquie et au Venezuela, ou conservés pour servir de banques de pièces détachées. Quelques appareils furent donnés à la Grèce.

## Versions
- CF-5A : Version chasseur monoplace pour les forces canadiennes, officiellement désignée CF-116A. 89 exemplaires produits ;
- CF-5A(R) : Version monoplace de reconnaissance pour les forces canadiennes, officiellement désignée CF-116A(R). Produite en faible quantité ;
- CF-5D : Version biplace d'entraînement pour les forces canadiennes, officiellement désignée CF-116D. 46 exemplaires produits ;
- NF-5A : Version chasseur monoplace pour la force aérienne néerlandaise. 75 exemplaires produits ;
- NF-5B : Version biplace d'entraînement pour la force aérienne néerlandaise. 30 exemplaires produits ;
- VF-5A : Version chasseur monoplace pour l'aviation nationale du Venezuela ;
- VF-5D : Version biplace d'entraînement pour l'aviation nationale du Venezuela.

## Utilisateurs
- Botswana :

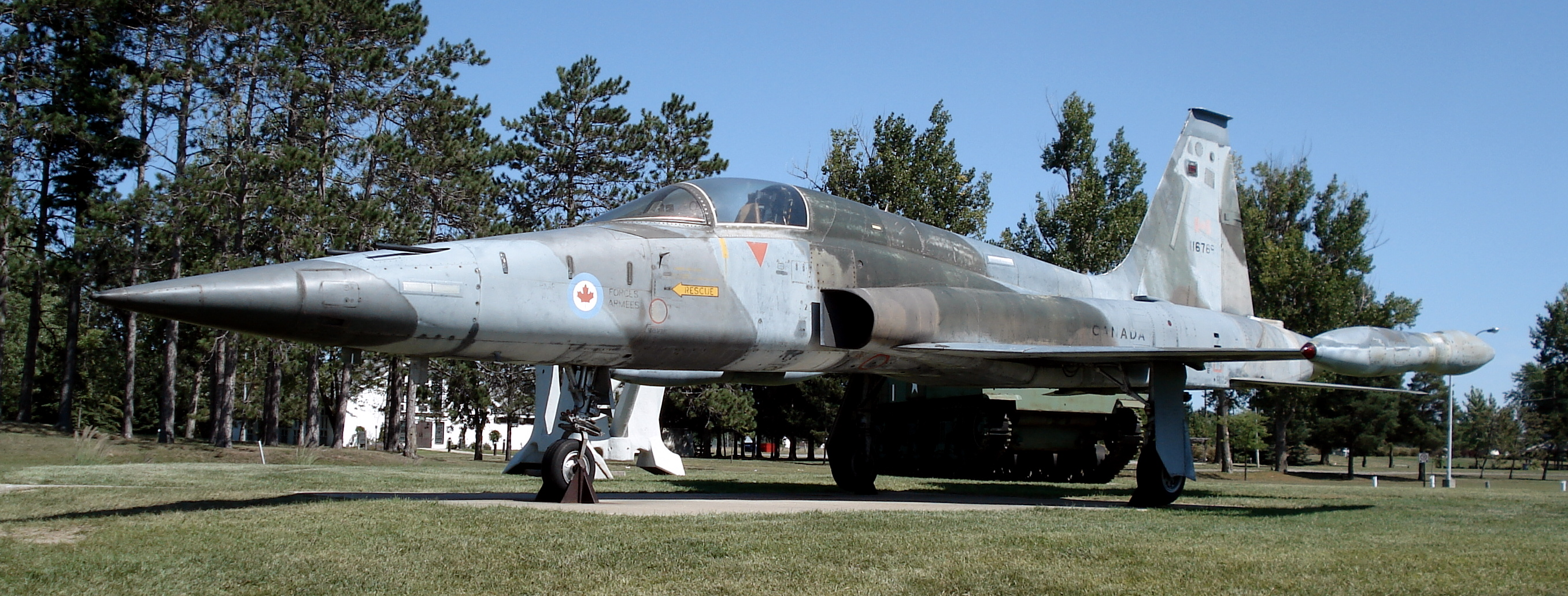
Un CF-116 Freedom Fighter de la force aérienne canadienne, exposé sur la base de Borden.

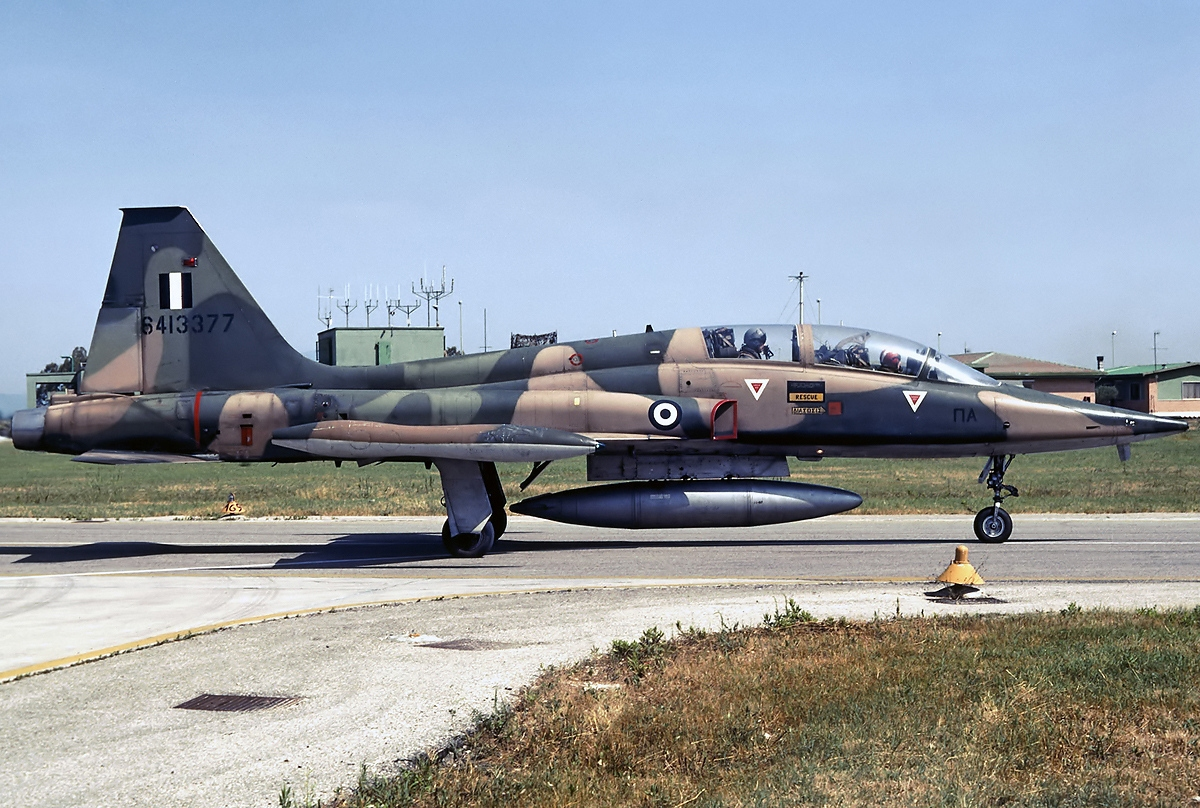
Un CF-5B grec.

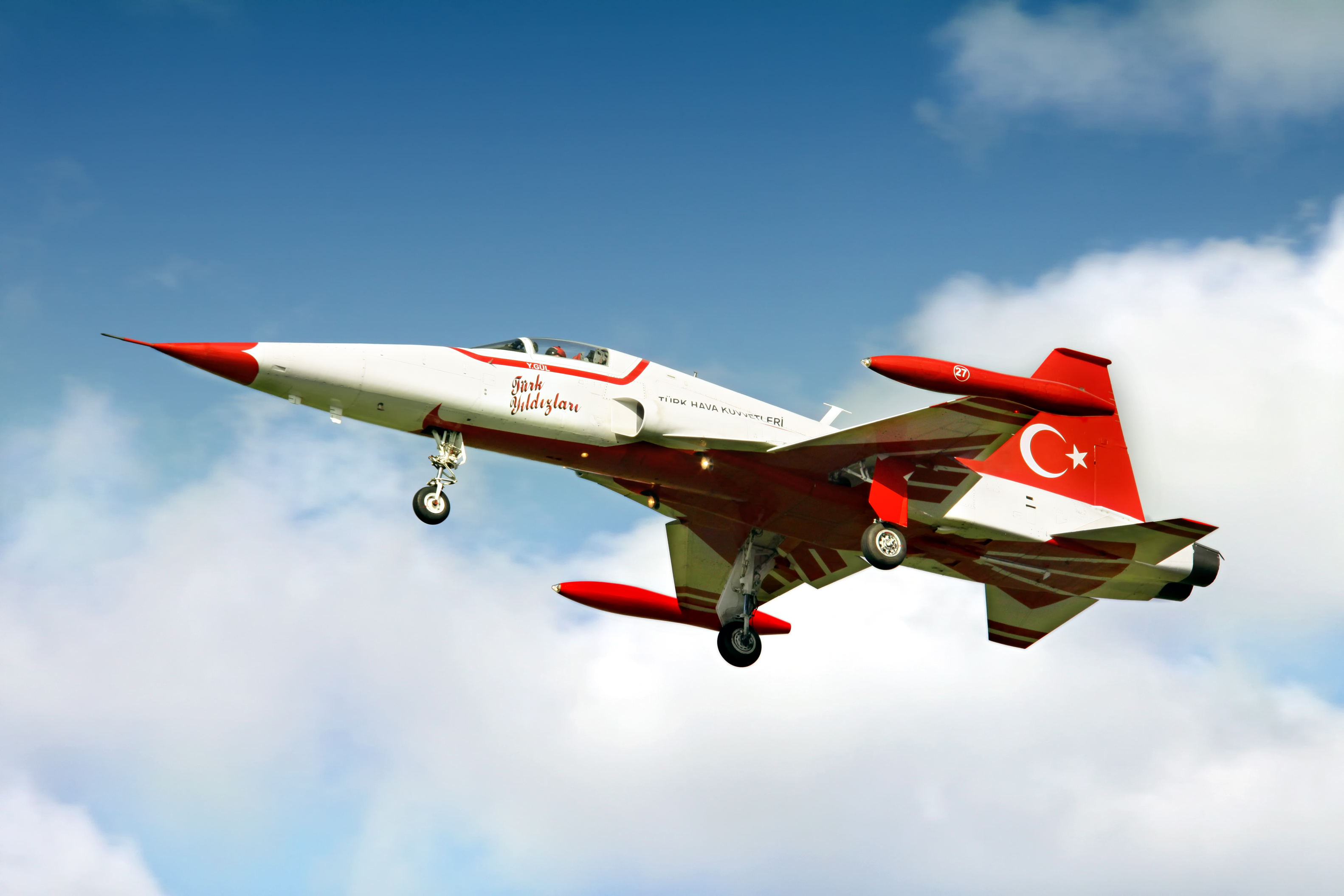
Un NF-5B de la patrouille acrobatique Türk Yıldızları de la force aérienne turque.

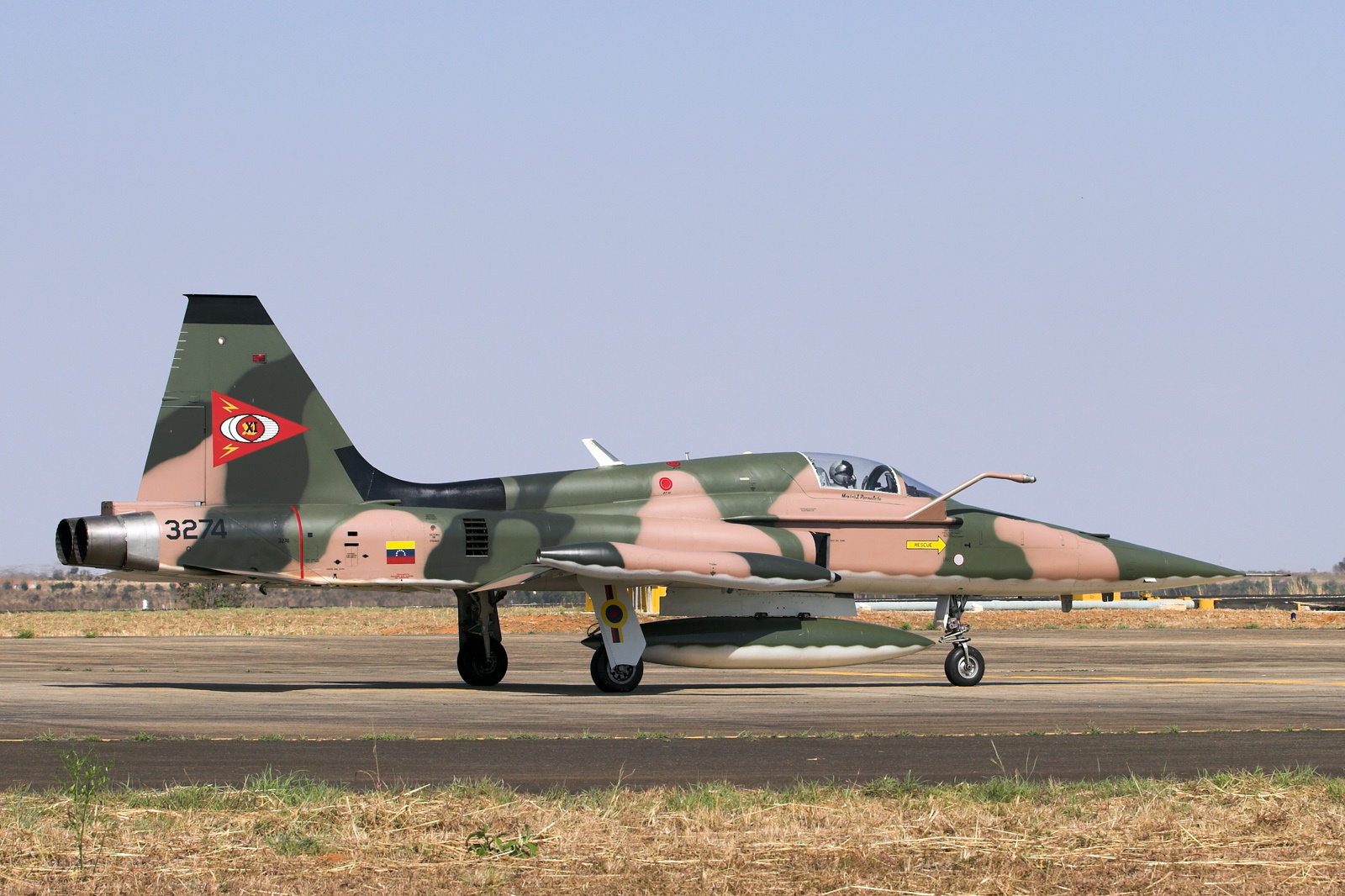
VF-5A (CL-226) de l'aviation nationale du Venezuela.

  - Escadre aérienne de la force de défense du Botswana[1] :
    - Escadron Z28, base aérienne de Maparangwane[9] : 13 monoplaces CF-5A et 5 biplaces CF-5B ex-canadiens livrés entre 1996 et 2000[10]. Neuf monoplaces et les cinq biplaces étaient toujours en service en 2016.

- Canada :
  - Commandement aérien des Forces canadiennes
    - 419e Escadron d'entraînement tactique (en)[1] ;
    - 433e Escadron de chasse tactique (en)[1] ;
    - 434e Escadron de bombardement (en)[1].

- Grèce :
  - Force aérienne grecque
    - Douze NF-5 (dix NF-5A, un NF-5B et un autre NF-5B pour pièces) furent donnés à la Grèce en 1991 pour être utilisés par l'escadron 349 « Kronos ». Ils furent retirés du service en 2001 ;
    - La vente de 28 CF-5 d'occasion en 2001 fut infructueuse, et les appareils furent finalement envoyés à la destruction[11].

- Pays-Bas :
  - Armée de l'air royale néerlandaise[1] : 105 NF-5 (75 monoplaces et 30 biplaces) furent mis en service entre 1969 et 1972. Ils furent retirés du service en 1991 :
    - Escadron no 313 : Base aérienne de Twente (passée sur F-16 en 1987) ;
    - Escadron no 314 : Base aérienne d'Eindhoven (passée sur F-16 en 1990) ;
    - Escadron no 315, unité de conversion opérationnelle : Base aérienne de Twente (passée sur F-16 en 1986) ;
    - Escadron no 316 Squadron : Base aérienne de Gilze-Rijen (passée sur F-16 en 1991) ;
    - Unité d'entraînement technique au sol (1971–1984) : Base aérienne de Twente.

- Turquie :
  - Armée de l'air turque :
    - Dix NF-5A et deux NF-5B en service depuis 1993 au sein de l'équipe de démonstration acrobatique Türk Yıldızları (étoiles de Turquie), appartenant au commandement du 134e escadron acrobatique[12]. Ces appareils ont vu leurs éjecteurs de leurres et leurs canons retirés, et certains panneaux de fuselage modifiés pour réduire la traînée. La console du pilote a également été modifiée pour plus d'ergonomie. Les miroirs de cockpit sont des miroirs de F-4 Phantom, offrant une meilleure visibilité, et les réservoirs de bout d'aile contiennent de la peinture et une pompe pour l'injecter dans les tuyères des moteurs[12].

- Venezuela :
  - Aviation nationale du Venezuela[1] :
    - 12e groupe aérien : Huit anciens NF-5 de la force aérienne néerlandaise.

- Tactical Air Support, Inc. (en) :
  - En 2013, la compagnie privée ajouta quatre CF-5D et l'équivalent de vingt ans de pièces détachées à sa flotte[13].

## Avions exposés
- Atlantic Canada Aviation Museum[14]

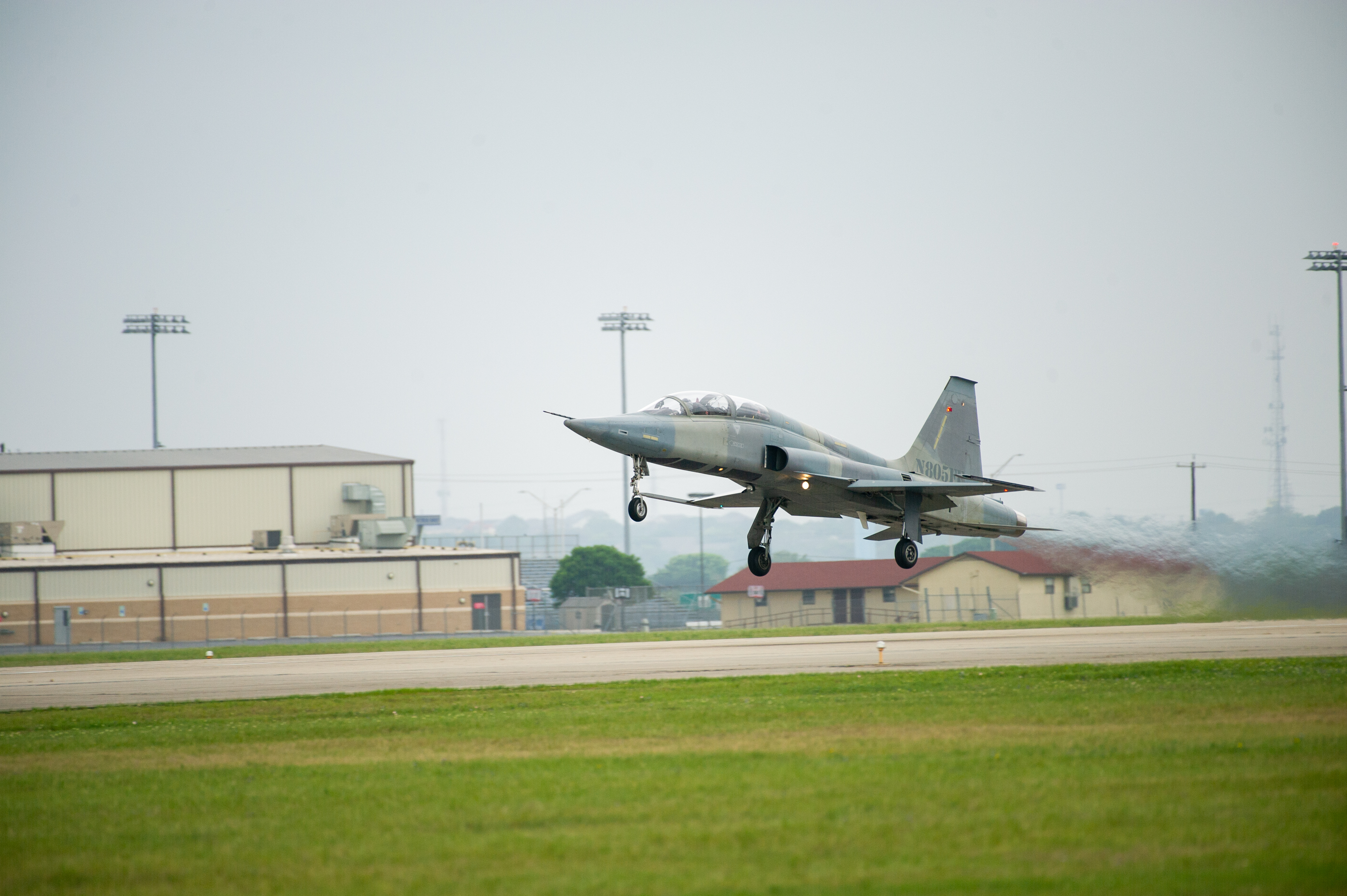
Un CF-5 d'une patrouille acrobatique civile en 2022 au Texas.

- Musée de la Défense aérienne, CFB Bagotville, Saguenay, Québec ;
- Recherche et développement pour la défense Canada, monté sur Sheppard Avenue West, Downsview, Ontario[15] ;
- Canada Aviation and Space Museum, Ottawa, Ontario[16] ;
- Musée canadien de la guerre, Ottawa, Ontario (version de reconnaissance)[17] ;
- Canadian Warplane Heritage Museum à Hamilton, Ontario[18];
- Cold Lake Air Force Museum[19] ;
- Base aérienne de Cold Lake, sur la route d'approche monté en position de montée ;
- Base aérienne de Winnipeg, Air Force Heritage Park ;
- Hôtel Holiday Inn à Trenton, Ontario, tenu par ses tuyères dans une position cabrée, visible depuis l'Ontario Highway 401 ;
- Aéroport de Kamloops-Fulton Field[20] ;
- Musée Reynolds-Alberta à Wetaskiwin, Alberta, CF-5D de 1969 ;
- The Military Museums, Calgary, Alberta, tenu par ses tuyères dans une position fortement cabrée et visible de la voie express Crowchild Trail ;
- National Air Force Museum of Canada, Trenton, Ontario[21] ;
- Aéroport Markham (Toronto)[22].
- Museo Aeronáutico de Maracay, Maracay , Venezuela .